# Aeroportul Pilot Station
Aeroportul Pilot Station (IATA: PQS, FAA LID: 0AK) este un aeroport din Alaska, Statele Unite ale Americii ce deservește zona Pilot Station⁠(d). Aeroportul a fost tranzitat în 2019 de 8.206 pasageri. A fost numit după zona deservită.
Situat la o altitudine de 93 m, aeroportul dispune de 1 pistă.

## Infrastructură

### Piste
Aeroportul dispune de o singură pistă. Pista 07/25 are dimensiunile 2.540 picioare × 55 picioare. 